# Santo-Pietro-di-Venaco
 Santo-Pietro-di-Venaco  là một xã ở tỉnh Haute-Corse trên đảo Corse, Pháp. Xã này có diện tích 7,96 km², dân số năm 1999 là 198 người. Khu vực này có độ cao 860 mét trên mực nước biển.